# Karl Fischer
Karl Fischer (ur. 12 marca 1888, zm.?) – austriacki trener piłkarski.
Był dwukrotnie trenerem Pogoni Lwów, a prowadzona przez niego drużyna trzykrotnie w latach 1922–1925 zdobywała tytuł Mistrza Polski (1922, 1923, 1925). Dziewięćdziesiąt lat później Fischer dalej pozostawał rekordzistą wśród obcokrajowców, którzy wywalczyli ze swoją drużyną ten tytuł. Od 29 maja do 8 października 1927 był trenerem Wojskowego Klubu Sportowego Legia Warszawa, którego drużynę poprowadził w 17 spotkaniach. Jednocześnie był w klubie także trenerem tenisistów. W tym samym roku przeszedł jako trener do Edery Triest. 